# 米尔蒂安地区罗苏瓦
米尔蒂安地区罗苏瓦（法語：Rosoy-en-Multien，法語發音：[ʁozwa ɑ̃ myltjɛ̃]）是法国瓦兹省的一个市镇，属于桑利斯区。

## 地理
米尔蒂安地区罗苏瓦（49°5'48"N, 2°59'38"E）面积8.49 平方千米，位于法国上法蘭西大區瓦兹省，该省份为法国北部内陆省份，北起索姆省，西接厄尔省和滨海塞纳省，南至塞纳-马恩省和瓦兹河谷省，东临埃纳省。
与米尔蒂安地区罗苏瓦接壤的市镇（或旧市镇、城区）包括：勒普莱西普拉西、万西-马讷夫尔、米尔蒂安地区阿西、布拉尔、埃塔维尼、米尔蒂安地区鲁夫尔、米尔蒂安地区迈。

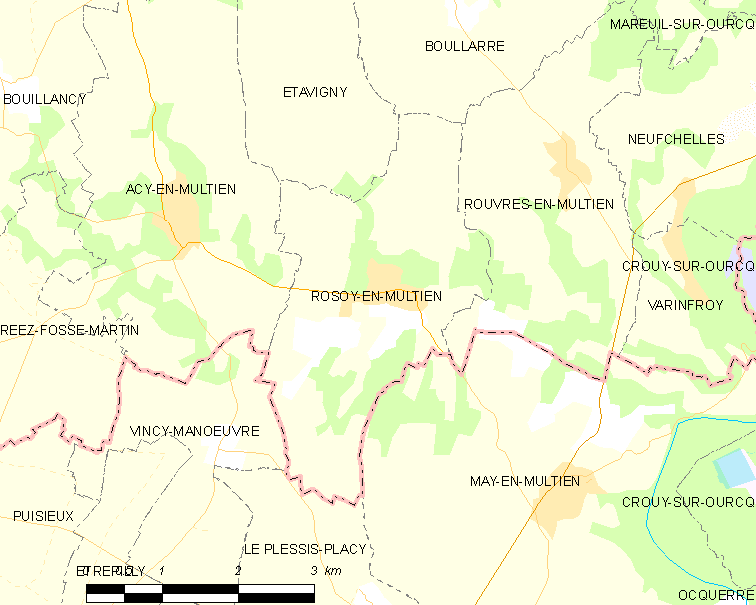
米尔蒂安地区罗苏瓦的OSM定位图

米尔蒂安地区罗苏瓦的时区为UTC+01:00、UTC+02:00（夏令时）。

## 行政
米尔蒂安地区罗苏瓦的邮政编码为60620，INSEE市镇编码为60548。

## 政治
米尔蒂安地区罗苏瓦所属的省级选区为楠特伊勒欧杜安县。

## 人口

1962-2008年间米尔蒂安地区罗苏瓦人口变化图示

米尔蒂安地区罗苏瓦于2022年1月1日时的人口数量为605人。